# (52963) Vercingétorix
(52963) Vercingétorix est un astéroïde de la ceinture principale.

## Description
(52963) Vercingétorix est un astéroïde de la ceinture principale. Il fut découvert le 15 octobre 1998 à Caussols par ODAS. Il présente une orbite caractérisée par un demi-grand axe de 2,23 UA, une excentricité de 0,21 et une inclinaison de 2,2° par rapport à l'écliptique.
Il est nommé d'après Vercingétorix, chef et roi des Arvernes.